# Elettrotreno FFS RAe 1050
(Maurice Mertens, Jean-Pierre Malaspina)
Gli elettrotreni RAe 1050 delle Ferrovie Federali Svizzere (FFS), noti anche con la denominazione di RAe TEE II, sono dei complessi automotori elettrici policorrente già impiegati per il servizio internazionale sulla rete Trans Europ Express (TEE).
Tali convogli furono i primi elettrotreni in grado di funzionare alimentati da tutti i principali tipi di corrente in uso sulla rete elettrificata europea e fecero servizio sulla rete TEE dal 1961 al 1989. Successivamente vennero modificati aggiungendo la seconda classe e utilizzati per servizi sulla rete Eurocity fino al 1999. Uno di essi, restaurato a cura della Fondazione per il patrimonio storico delle FFS, dal 2003 viene mantenuto in servizio per treni storici e rievocativi.

## Premesse

### Gli esordi della rete TEE

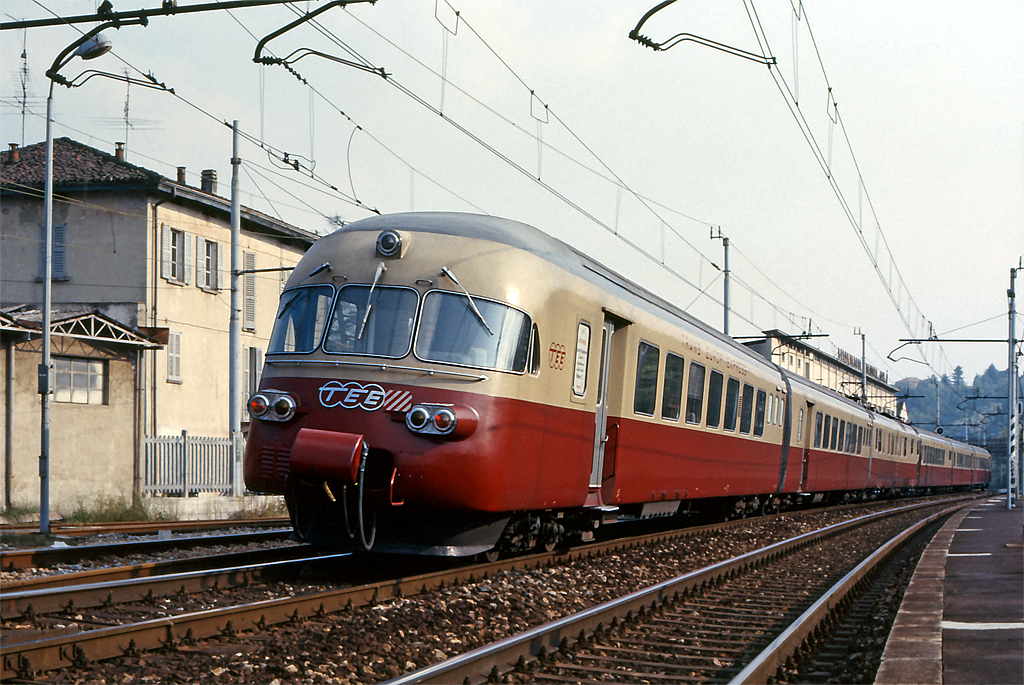
Il TEE Gottardo transita nella stazione di Cantù-Cermenate il 22 maggio 1988

Quando il 2 giugno 1957 il Raggruppamento TEE iniziò la sua attività la rete ferroviaria europea era ancora in gran parte esercitata con la trazione a vapore, che solo in parte era già stata sostituita per le linee non elettrificate con la trazione Diesel. La rete elettrificata usufruiva di diversi sistemi di alimentazione. Pertanto erano necessari, specialmente per le relazioni internazionali, diversi cambi di locomotiva, con conseguenti perdite di tempo e scadimento della qualità dei servizi.
La necessità di garantire le elevate velocità previste dalle specifiche tecniche e d'esercizio costrinse, quindi, tutte le amministrazioni fondatrici della rete TEE a utilizzare dapprima degli autotreni Diesel.
Le FFS, per poter iniziare subito i nuovi servizi e per ridurre i costi d'acquisto del materiale rotabile, si accordarono con le Ferrovie Statali Olandesi (NS) per adottare gli autotreni Diesel-elettrici RAm 500 e DE 1000 coi quali, dal 1957 al 1964, si effettuarono le relazioni TEE Edelweiss, L'Étoile du Nord e L'Oiseau Bleu.
Il grande favore accordato dalla clientela ai servizi TEE spinse tutte le amministrazioni a estenderne rapidamente la rete, che nei primi anni era squilibrata geograficamente verso il Nord Europa e toccava solo marginalmente la Svizzera. Inoltre la crescente estensione delle elettrificazioni delle reti limitrofe, insieme alle difficili caratteristiche planoaltimetriche di diverse linee, indusse le FFS a considerare la possibilità di introdurre, per le nuove relazioni verso la Francia, l'Italia, la Germania, il Lussemburgo e il Belgio e per quelle preesistenti, degli elettrotreni alimentabili con tutti i tipi di corrente in uso in Europa impiegati per il servizio internazionale sulla rete Trans Europ Express (TEE).

### La definizione delle aspettative, le sperimentazioni e il progetto
Nel 1957 la rete dei servizi TEE gravitanti sulla Svizzera fu inaugurata con le relazioni da Zurigo e Basilea per Parigi (sulla rete della SNCF), per Bruxelles via Strasburgo, Metz e Lussemburgo (sulle reti della SNCF, della CFL e della SNCB) e per Dortmund e Amburgo via Francoforte sul Meno (sulla rete della DB).

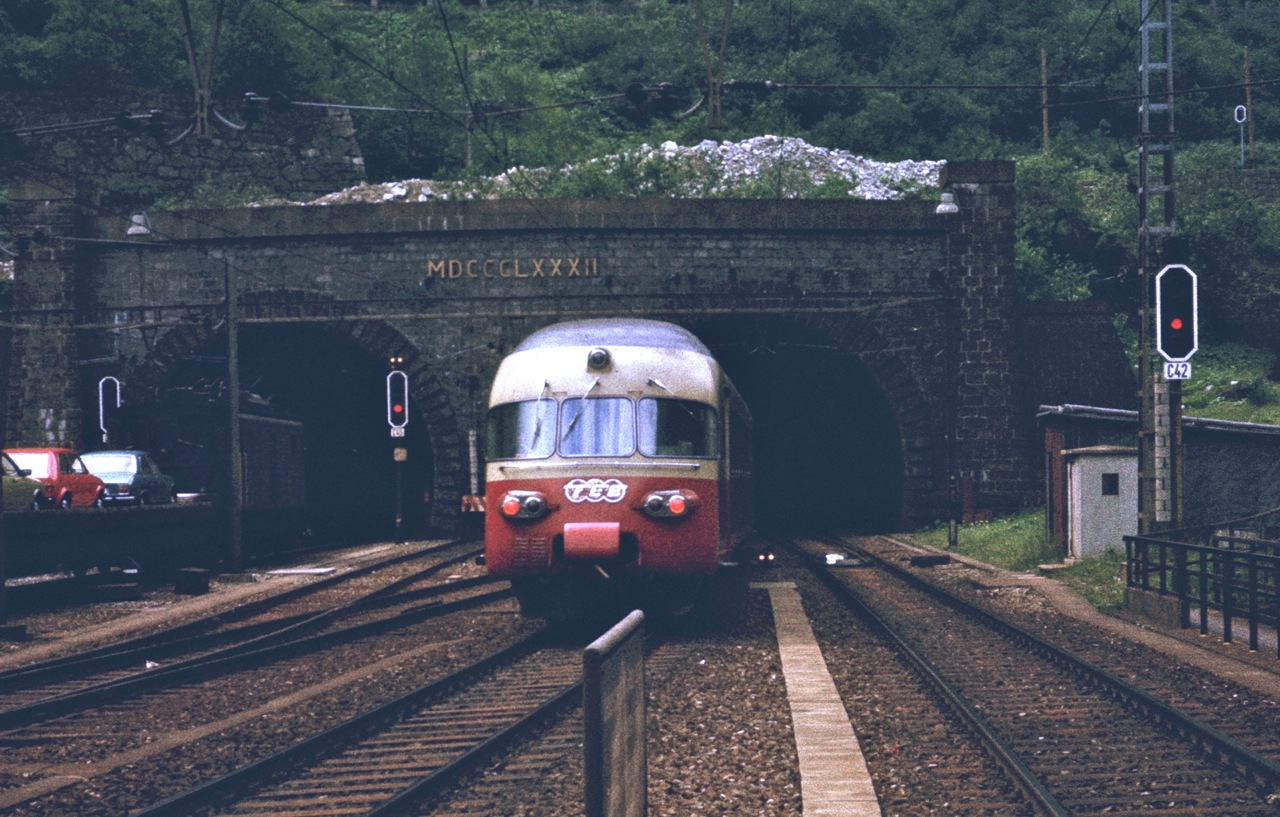
Il TEE Gottardo in entrata nel Tunnel del San Gottardo (portale nord) a Göschenen, diretto a Genova via Milano il 4 luglio 1979

La presenza di linee ancora in parte esercite con la trazione a vapore o, se esercite con la trazione elettrica, alimentate con diversi tipi di corrente e di tensione, delle impegnative rampe del Lötschberg (27 mm/m), del San Gottardo (26 mm/m), del Sempione (25 mm/m) ed eventualmente dell'Arlberg (33 mm/m), insieme alla necessità di garantire una velocità massima maggiore di quella tipica degli espressi dell'epoca e prevista in almeno 160 km/h se in pianura e di 75 km/h sulle linee di valico, non appena elettrificati i tronchi necessari spinse le FFS a preferire la soluzione migliore per tali servizi, ossia la sostituzione dei complessi Diesel con altri a trazione elettrica.
Poiché inoltre erano già noti i limiti di capienza e di prestazioni delle automotrici TEE FS ALn 442/448, fin dal 1959 le FFS proposero alle FS di unirsi a esse nell'acquisto degli elettrotreni TEE RAe 1050, ma le FS declinarono l'offerta. Tra le ragioni che spinsero le FS al rifiuto va citato il fatto che gli elettrotreni policorrente avrebbero potuto essere utilizzati immediatamente solo per il TEE Lemano (Milano Centrale-Genève Cornavin), mentre ciò non sarebbe stato possibile per altre relazioni a causa del lento avanzamento del programma di conversione in corrente continua a 3 kV delle linee ancora elettrificate col sistema trifase e per la mancanza dell'elettrificazione su importanti parti della rete francese.
Le relazioni previste si sarebbero svolte sulle reti delle FFS (elettrificata a CA 15 kV, 16 2/3 Hz), delle FS (elettrificata a CC 3 kV) e della SNCF (elettrificata a CA 25 kV, 50 Hz e a CC 1,5 kV), con la complessità aggiuntiva dei diversi tipi di linea di contatto, che avrebbe potuto necessitare di otto tipi diversi di pantografi.
All'epoca del progetto sulla rete europea circolavano solo poche locomotive bicorrente da treno e di carattere ancora sperimentale: le SNCF BB 20101-20104 e le DB E 320 01, 11 e 21. Sussistevano pertanto molti problemi di progetto dei circuiti di trazione e ausiliari, di difficile soluzione in un'epoca in cui l'elettronica di potenza e in particolare la tecnica dei raddrizzatori stava avendo le prime applicazioni trazionistiche (tra il 1948 e il 1961 il numero delle locomotive alimentate in corrente alternata a 50 Hz con conversione a bordo passò, in tutto il mondo, da 34 a 1 152) e dei motori di trazione che avrebbero dovuto essere alimentabili con diversi tipi di corrente.
Inoltre i diversi tipi di linee di contatto avrebbero implicato l'uso di sette, e forse otto, tipi diversi di pantografi, con le inevitabili complicazioni d'installazione, circuitali e di manutenzione. Pertanto le FFS decisero, d'intesa col Raggruppamento TEE, di coinvolgere nello studio dei pantografi l'Office de Recherches et d'Essais (ORE) dell'Union internationale des chemins de fer (UIC), pervenendo a un accordo che permise di ridurne il numero a quattro, tutti con differenti larghezze degli striscianti: due tipi per la corrente continua e due tipi per la corrente alternata.
Lo studio d'insieme dei nuovi elettrotreni fu affidato dalle FFS per la parte elettrica alla Maschinenfabrik Oerlikon e per la parte meccanica alla Schweizerische Industrie-Gesellschaft (SIG).
Il costo d'acquisto di ogni elettrotreno RAe 1050 fu di 4,25 milioni di franchi svizzeri (equivalenti a 620 milioni di lire italiane).

### Il progetto costruttivo

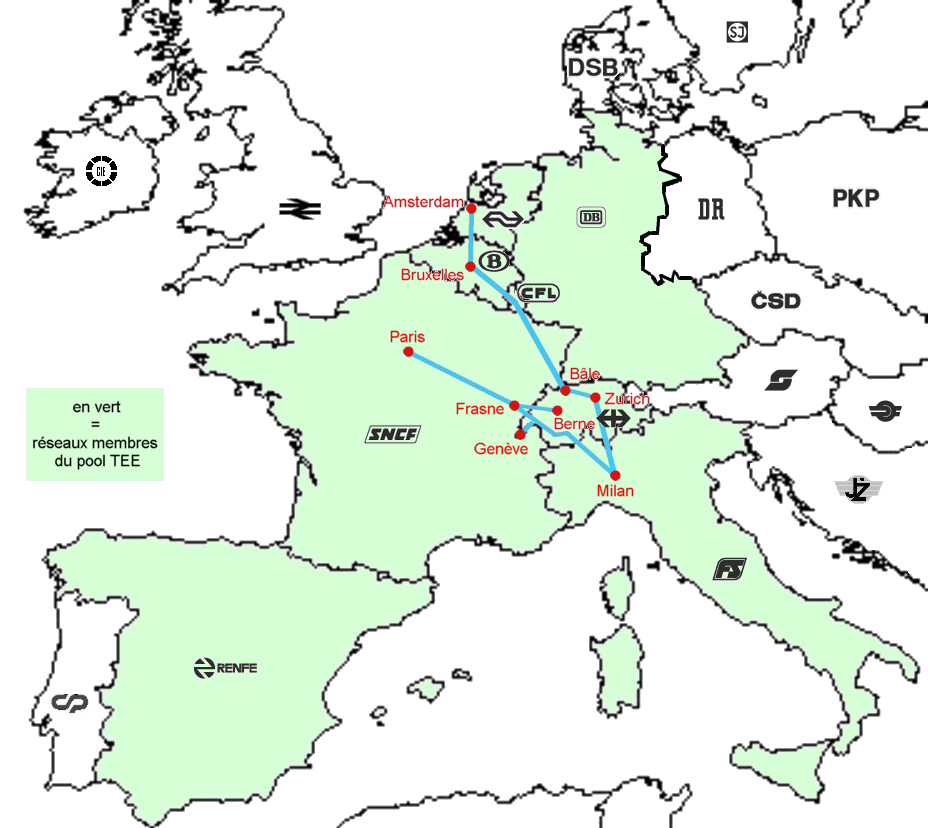
Relazioni esercite dai RAe 1050

La configurazione d'insieme e le prestazioni furono stabilite d'intesa con le altre aziende ferroviarie e col Raggruppamento TEE.
In particolare fu definita una "composizione bloccata", comprendente in origine cinque elementi:
- una carrozza anteriore, con cabina di guida, dotata di uno scompartimento salone con 42 posti;
- una carrozza motrice, contenente le apparecchiature elettriche, locali per il personale di bordo, per il servizio di dogana, la dispensa e la cucina;
- una carrozza ristorante, con 48 posti ai tavoli e un bar con 6 posti;
- una carrozza intermedia, uno scompartimento salone con 42 posti;
- una carrozza posteriore, con cabina di guida, dotata di uno scompartimento salone con 42 posti.[6]

A seguito del successo di pubblico riscontrato, nel 1965 le FFS decisero di aggiungere una sesta carrozza, prevista in sede di progetto, anch'essa dotata di 42 posti.
Le unità estreme del treno erano dotate di aggancio automatico tipo Scharfenberg, e i circuiti prevedevano la possibilità di comando multiplo dei due complessi consecutivi.

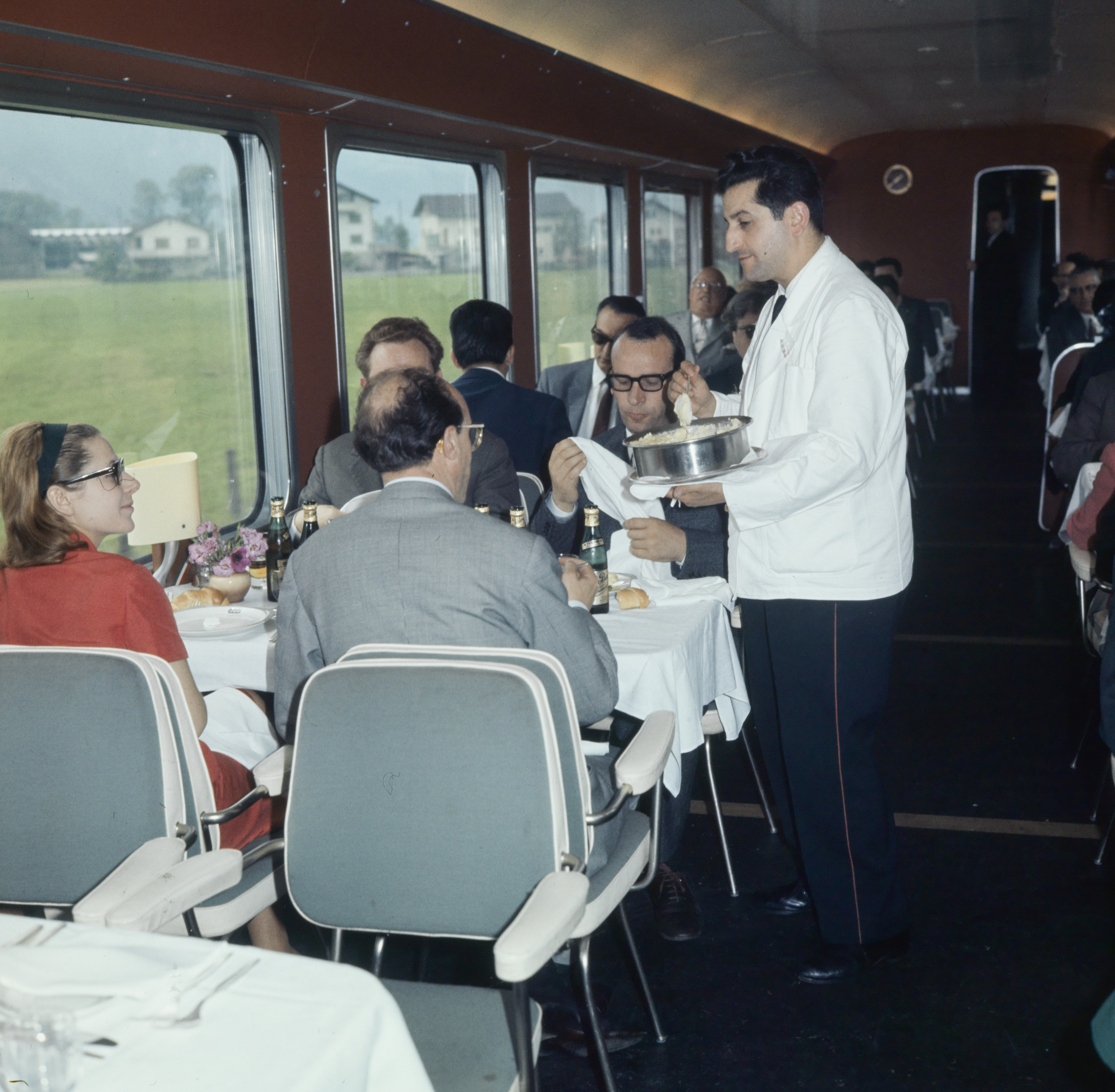
La carrozza ristorante di un elettrotreno non identificato nel 1963

Dato il maggior gradimento da parte dei viaggiatori, determinato con apposite analisi di mercato, fu scelta una configurazione a salone unico (con l'eccezione della carrozza motrice e servizi, che a causa degli ingombri dovette essere con corridoio laterale). Inoltre, per consentire ai viaggiatori di osservare la linea e il panorama furono installate delle pareti divisorie trasparenti fra le cabine di guida e i vestiboli d'entrata.
Tutti i locali destinati ai passeggeri erano dotati di climatizzazione. Inoltre il passaggio tra le carrozze era protetto da mantici a tenuta d'aria e insonorizzati. Furono curati particolarmente l'illuminazione interna, effettuata con lampade fluorescenti, e l'arredamento, con poltrone affacciate con passo fra gli schienali di 2,10 m. Inoltre furono predisposti degli armadi guardaroba e delle grandi bagagliere, collocate in corrispondenza delle entrate.
La climatizzazione comportò la presenza di finestrini con cristallo fisso, con due lastre nella cui intercapedine era montata una tenda alla veneziana comandata elettricamente.

## Caratteristiche

Schema semplificato del circuito di trazione e dei circuiti ausiliari

### Parte meccanica
Fu definito un rodiggio (UIC) del tipo 2'2' per tutte le carrozze. Il veicolo motore aveva una massa di ben 102 t, e poiché le norme per la redazione dei progetti emanate dal Raggruppamento TEE imponevano un carico per sala massimo di 18 t per esso si optò per un rodiggio (A1A)(A1A).

#### Carrelli e sospensioni
I carrelli motori avevano lo stesso rodiggio di quelli degli autotreni Diesel TEE FFS-NS ma se ne differenziavano notevolmente. In particolare, a causa della grande potenza avevano le sale motrici alle estremità e una sala non motrice al centro. I diametri delle ruote motrici erano di 1 110 mm e quelli delle ruote portanti erano di 940 mm per consentire l'alloggiamento dei motori alle estremità. Le travi portanti erano a struttura scatolare per utilizzarle quali passaggi dell'aria di ventilazione dei motori.
Dato il tipo di servizi da espletare fu particolarmente curato il sistema delle sospensioni primaria e secondaria, che fu integrato da "silentbloc" connessi ad ammortizzatori idraulici. Il complesso si dimostrò molto efficace nella riduzione delle vibrazioni, assicurando un buon comportamento in marcia dei singoli veicoli e dell'intero treno nonostante le notevoli masse, e un eccellente comfort per i viaggiatori.

#### Freni
Oltre ai consueti freni tramite il reostato del circuito di trazione e meccanici a ceppi e ad aria compressa, il treno fu dotato di freni elettromagnetici agenti per contatto con le rotaie.

### Parte elettrica
Lo studio e la costruzione delle apparecchiature elettriche furono eseguiti dall'Oerlikon, con le eccezioni dei raddrizzatori al silicio, sviluppati e costruiti dalla Siemens, e dell'impianto di condizionamento dell'aria, dovuto alla Brown Boveri.

#### Circuito di trazione
Il circuito di trazione, dopo i pantografi, era costituito da un "circuito di esplorazione" (o "circuito tastatore") in grado di riconoscere il tipo di corrente presente nella linea di contatto e di segnalare al macchinista un eventuale errore d'inserzione dei circuiti. Esso, inoltre, impediva la chiusura dell'interruttore generale se il circuito a valle di esso non corrispondeva a quello alimentabile dalla corrente di linea.
A valle seguivano i due interruttori generali, per i due circuiti in corrente continua e in corrente alternata. A valle di quello per il circuito in corrente alternata c'era il trasformatore principale di trazione, ai cui circuiti secondari si connettevano i raddrizzatori del circuito di trazione e dei circuiti ausiliari.

##### Pantografi
Per consentire la circolazione sotto tutte le linee di contatto delle reti del Raggruppamento TEE, a seguito delle ricerche preliminari condotte dall'ORE furono progettati e costruiti dalla Brown Boveri quattro pantografi che, grazie alla particolare geometria embricata dei bracci, poterono essere sistemati sull'imperiale il più vicino possibile all'asse di rotazione dei carrelli, ottimizzando al massimo la loro centratura rispetto alla catenaria. Essi erano posti sulla carrozza motrice ed erano numerati da 1 a 4 partendo da quelli collocati in corrispondenza della porta d'ingresso esterna.
I prototipi dei pantografi furono sottoposti a prove meccaniche ed elettriche da parte dei tecnici dell'ORE con la collaborazione di quelli delle aziende ferroviarie. In particolare quello per l'alimentazione a 3 kV CC fu provato, con la collaborazione dei tecnici delle FS e alla presenza di quelli delle FFS e della SNCF, montandolo sull'automotrice FS ALe 840.065. Le prove si svolsero nel 1959 sulle linee Rho-Domodossola e Monza-Chiasso.
|                             | Pantografo 1       | Pantografo 2         | Pantografo 2         | Pantografo 3         | Pantografo 4       | Pantografo 4       | Pantografo 4       |
| --------------------------- | ------------------ | -------------------- | -------------------- | -------------------- | ------------------ | ------------------ | ------------------ |
| Rete ferroviaria            | SNCF               | SNCF                 | FS                   | FFS                  | SNCB               | NS                 | DB e ÖBB           |
| Tensione di alimentazione   | 1,5 kV =           | 25 kV 50 Hz          | 3 kV =               | 15 kV 16⅔ Hz         | 3 kV =             | 1,5 kV =           | 15 kV 16⅔ Hz       |
| Tipo di strisciante         | strisciante doppio | strisciante semplice | strisciante semplice | strisciante semplice | strisciante doppio | strisciante doppio | strisciante doppio |
| Larghezza dello strisciante | 1 950 mm           | 1 450 mm             | 1 450 mm             | 1 320 mm             | 1 950 mm           | 1 950 mm           | 1 950 mm           |
| Materiale dello strisciante | rame-ferro         | rame-ferro           | rame-ferro           | alluminio            | carbone            | carbone            | carbone            |
| Pantografo di riserva per   | FS                 | —                    | —                    | FS                   | SNCF (25 kV 50 Hz) | SNCF (25 kV 50 Hz) | SNCF (25 kV 50 Hz) |

##### Interruttore principale

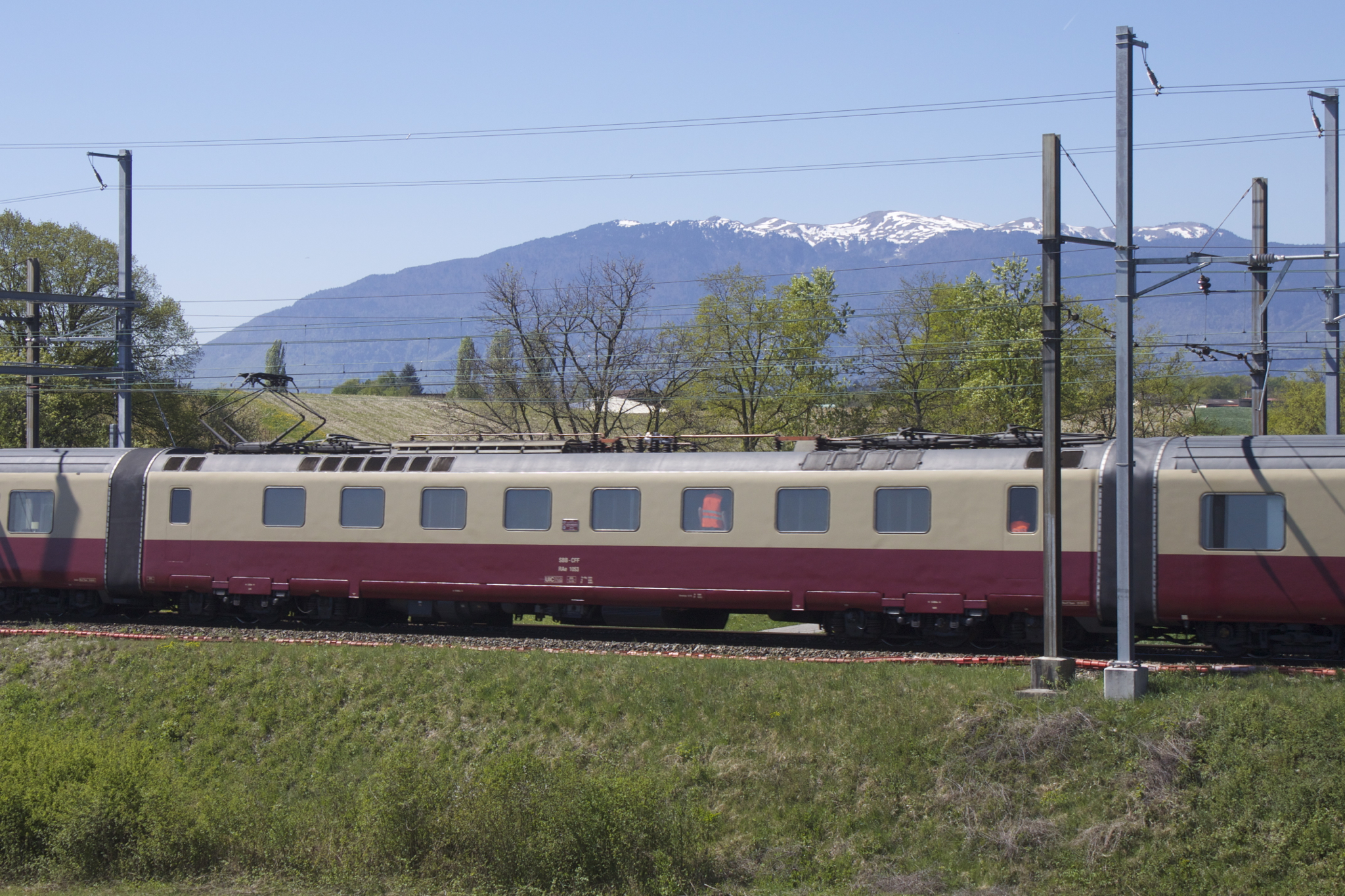
Carrozza motrice del RAe 1053 presso Satigny sulla linea Ginevra-La Plaine il 15 aprile 2014. Visibili i quattro pantografi; in presa il pantografo per l'alimentazione con c.c. 1 500 V.

La protezione generale del circuito di trazione era data dall'interruttore principale, progettato dalla Brown Boveri. Esso era azionato dall'aria compressa e distinto per i tipi di alimentazione:
- quello per l'alimentazione a corrente continua era un extrarapido del tipo normale per tensioni di 3 kV;
- quello per l'alimentazione a corrente alternata era dello stesso tipo di quelli utilizzati sulle locomotive e automotrici delle FFS e della SNCF.

##### Protezione contro gli errori di alimentazione
La protezione contro gli errori di alimentazione veniva effettuata in due modi interdipendenti:
- con un sistema di blocco che impediva la messa in presa contemporanea di due o più pantografi;
- con un "circuito di esplorazione" che individuava il tipo di corrente e di tensione circolante nella linea di contatto e permetteva o impediva a seconda dei casi l'alimentazione dei circuiti di trazione e ausiliari.

##### Trasformatore di trazione
Il trasformatore di trazione era unico per i due circuiti in corrente alternata a 15 e 25 kV. Era del tipo a colonne con circuiti magnetici a sezione circolare. La corrente per i motori e per il reostato di avviamento era derivata dall'avvolgimento secondario a bassa tensione. La potenza continua con alimentazione in corrente alternata a 16 2/3 Hz era di 2 590 kVA; con alimentazione a 50 Hz era di 3 375 kVA.

##### Raddrizzatori
La necessità di ridurre la massa e l'ingombro fece adottare dei raddrizzatori statici costituiti da diodi al silicio. Essi costituivano i ponti di Graetz che alimentavano i motori di trazione ed erano composti da 168 cellule elementari, con una massa per ognuno dei complessi di 500 kg.

##### Motori di trazione
I quattro motori di trazione erano del tipo a corrente continua alimentati a 1 500 V. Se la marcia con alimentazione a 1,5 o a 3 kV CC non pose particolari problemi di progetto, non fu così per quella con alimentazione a CA monofase. Infatti, la necessità del suo raddrizzamento avrebbe implicato l'uso di "bobine di spianamento" di massa eccessiva. Il problema fu brillantemente risolto studiando dei motori alimentabili con corrente ondulata grazie a caratteristiche costruttive derivate da quelle dei motori monofase a collettore detti "motori diretti".
Grazie a tali accorgimenti fu possibile fare a meno delle bobine di spianamento, contenendo la massa di ognuno dei motori in 3,5 t. La potenza erogata da ognuno, con alimentazione a 1,5 kV e al 56% della velocità massima, si attestò su 568 kW. La tabella seguente riepiloga le prestazioni di ogni treno, nella composizione originale con quattro carrozze oltre la motrice, nelle varie condizioni di funzionamento.
| Alimentazione                                            | Regime   | Potenza [kW] | Velocità [km/h] | Sforzo al cerchione [t] |
| -------------------------------------------------------- | -------- | ------------ | --------------- | ----------------------- |
| 15 kV 16⅔ Hz                                             | continuo | 2 148        | 93              | 8,32                    |
| 15 kV 16⅔ Hz                                             | orario   | 2 376        | 88              | 9,70                    |
| 15 kV 16⅔ Hz                                             | massimo  |              | 160             | 17,60                   |
| 25 kV 50 Hz, 1,5 e 3 kV CC                               | continuo | 2 048        | 90              | 8,14                    |
| 25 kV 50 Hz, 1,5 e 3 kV CC                               | orario   | 2 272        | 85              | 9,56                    |
| 25 kV 50 Hz, 1,5 e 3 kV CC                               | massimo  |              | 160             | 19,20                   |
| Dati tratti da: Machefert-Tassin, I diversi, n. 3, p. 6. |          |              |                 |                         |

#### Regolazione della velocità di marcia

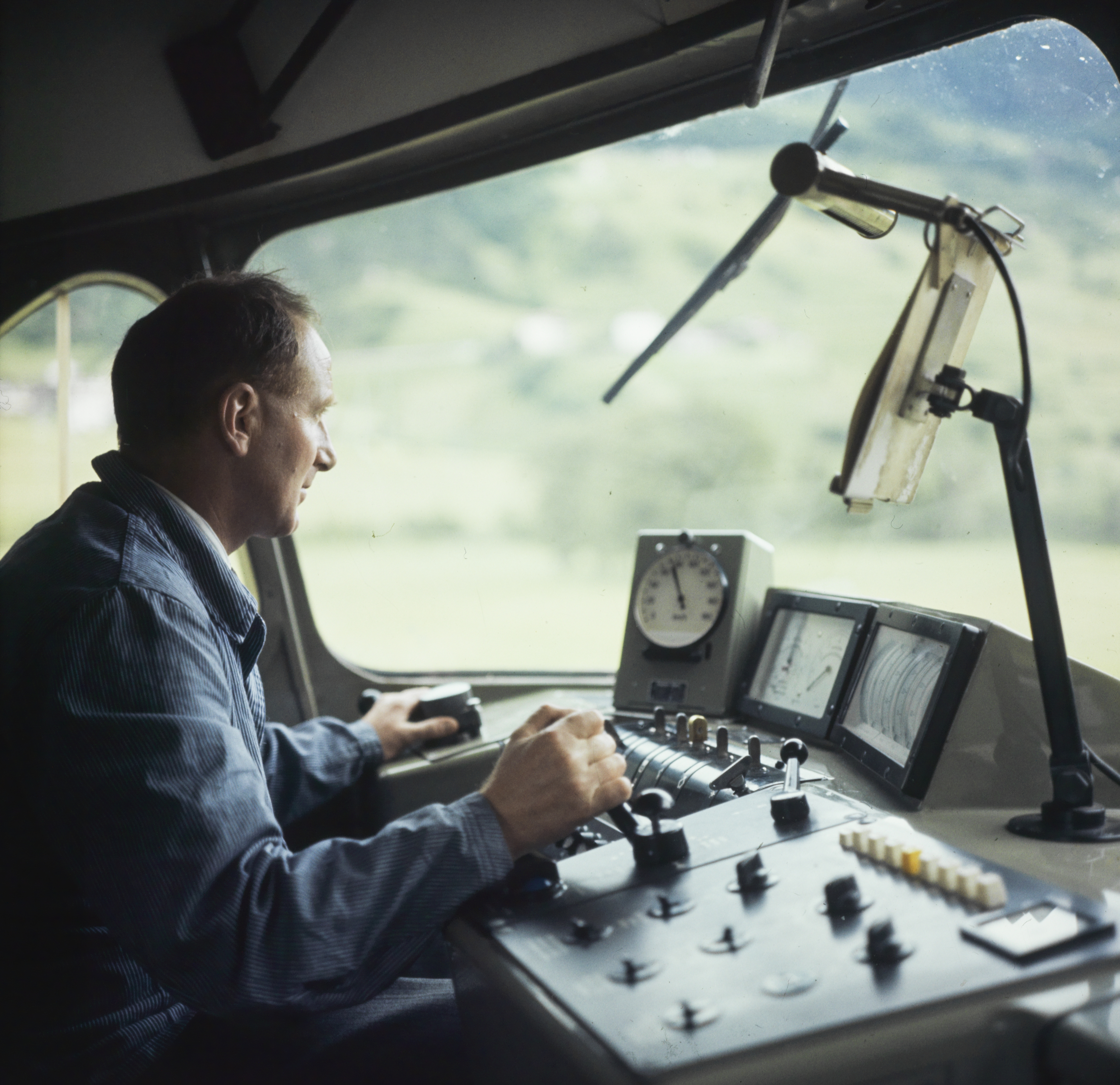
La cabina di guida di un elettrotreno non identificato nel 1963. Il macchinista ha le mani sulle leve di comando dell'azionamento del circuito principale di trazione e del freno. Sul banco si notano il tachigrafo e gli indicatori dello stato dei circuiti elettrici e dei dispositivi di trazione e ausiliari di bordo.

Il funzionamento con i diversi tipi di alimentazione avveniva accoppiando i motori in serie-parallelo o parallelo nella marcia a corrente continua e alimentandoli con corrente raddrizzata nella marcia a corrente monofase; la regolazione della velocità avveniva con modalità diverse a seconda del tipo di corrente.
La frenatura elettrica era possibile con tutti i sistemi di alimentazione facendo funzionare i motori di trazione come generatrici a eccitazione indipendente sulle resistenze di avviamento e su una resistenza supplementare; la configurazione del circuito di frenatura reostatica prevedeva il collegamento in serie dei quattro indotti dei motori con le cinque resistenze e l'alimentazione dei quattro induttori, anch'essi collegati in serie, con la corrente di eccitazione fornita da una generatrice ausiliaria.

##### Marcia a corrente continua
Nel funzionamento con alimentazione a corrente continua la marcia sotto la catenaria a 1,5 kV avveniva con le combinazioni dei motori in serie-parallelo o in parallelo, mentre nella marcia sotto la catenaria a 3 kV venivano utilizzate le combinazioni in serie o serie-parallelo.
L'avviamento poteva usufruire di 13 posizioni del controller e di 4 posizioni di shuntaggio (indebolimento di campo), avendosi quindi 10 posizioni di marcia economica (pieno campo più quattro gradi di indebolimento per ciascuna combinazione dei motori) per ognuna delle due tensioni di alimentazione.

##### Marcia a corrente monofase
Nel funzionamento con alimentazione a corrente monofase la marcia avveniva con i due motori di ciascun carrello collegati permanentemente in parallelo e alimentati da uno dei due gruppi raddrizzatori collegati al circuito secondario del trasformatore.
La regolazione della marcia era ottenuta per mezzo della selezione di prese multiple sull'avvolgimento secondario del trasformatore, com'era prassi comune sulle locomotive elettriche ed elettromotrici alimentate in corrente monofase, tuttavia per ridurre la massa e l'ingombro delle apparecchiature di trazione fu adottato il compromesso di combinare l'uso dei reostati per l'avviamento in corrente continua con il cambio di prese sul secondario del trasformatore, riducendo a 8 il numero di queste ultime.
Il passaggio dall'alimentazione a 15 kV 16⅔ Hz a quella a 25 kV 50 Hz avveniva cambiando un'ulteriore presa sull'avvolgimento secondario del trasformatore, il cui primario, privo di prese intermedie, era collegato direttamente all'interruttore principale.
La marcia sotto la catenaria a 15 kV poteva usufruire di 15 posizioni del controller (limitate a 11 sotto la catenaria a 25 kV), di cui 8 di marcia economica.

### Ripetizione dei segnali

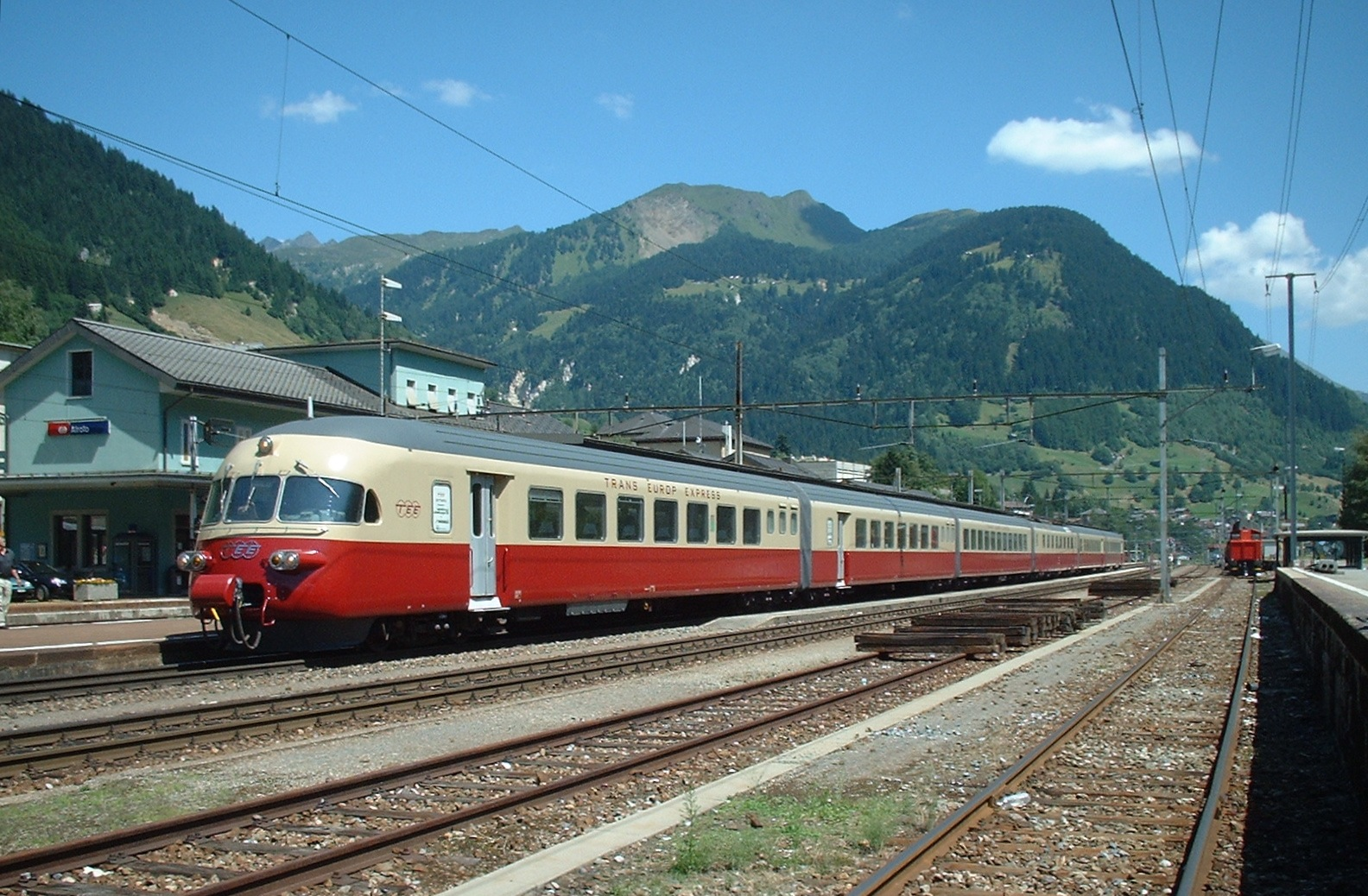
L'elettrotreno TEE RAe 1053 della Fondazione SBB Historic ad Airolo il 1º agosto 2003 durante un viaggio turistico

Per aumentare la sicurezza, in base alle normative tecniche delle reti su cui avrebbe circolato, il convoglio fu dotato:
- del dispositivo vigilante del tipo Oerlikon per l'assicurazione delle presenza attiva del macchinista[21];
- del dispositivo di frenatura automatica del tipo in uso sulla rete delle FFS per il caso di errato avvicinamento o superamento di un segnale disposto a via impedita[21];
- dei sistemi di ripetizione in cabina dell'aspetto dei segnali della via dei tipi della SNCF e della SNCB[21][41].

### Condotta
I dispositivi di comando furono studiati in modo da semplificare, per quanto possibile, il lavoro del macchinista (all'epoca quasi tutte le aziende ferroviarie avevano già generalizzata la condotta con un solo agente di macchina). La condotta si effettuava nello stesso modo qualunque fosse il tipo di alimentazione e la manovella principale del controller aveva 5 posizioni di marcia e 1 di frenatura.

## Modifiche
L'elevata frequentazione, specialmente sul TEE Cisalpin Milano-Parigi e viceversa, dopo avere costretto per alcuni anni a fare viaggiare due treni alla distanza di blocco l'uno dall'altro (nei primi anni la SNCF non autorizzò la marcia in doppia trazione) spinse la FFS a deliberare l'aggiunta di una sesta carrozza, portando i posti a sedere da 126 a 168 per convoglio. Gli elettrotreni modificati entrarono in servizio entro l'ottobre 1966.

## Esercizio
I primi treni vennero consegnati in tempo per iniziare il servizio con l'entrata in vigore dell'orario estivo del 1961, secondo le seguenti cadenze:
- il RAe 1051 fu consegnato il 28 aprile 1961
- il RAe 1052 fu consegnato il 21 giugno 1961
- il RAe 1053 fu consegnato il 16 settembre 1961
- il RAe 1054 fu consegnato il 29 giugno 1961.

In conseguenza del successo tributato dai viaggiatori, oltre all'aggiunta della sesta carrozza le FFS decisero di ordinare un quinto treno che, numerato RAe 1055, entrò in servizio il 10 novembre 1967.
Il 5 ottobre 1962 il treno RAe 1053, che stava effettuando il Cisalpin, presso Montbard si scontrò con tre carri persi da un treno merci che lo precedeva a causa della rottura del gancio di trazione. La ricostruzione fu compiuta nell'inverno 1962-1963, e le FFS riuscirono a garantire il servizio nonostante la disponibilità di soli tre convogli.

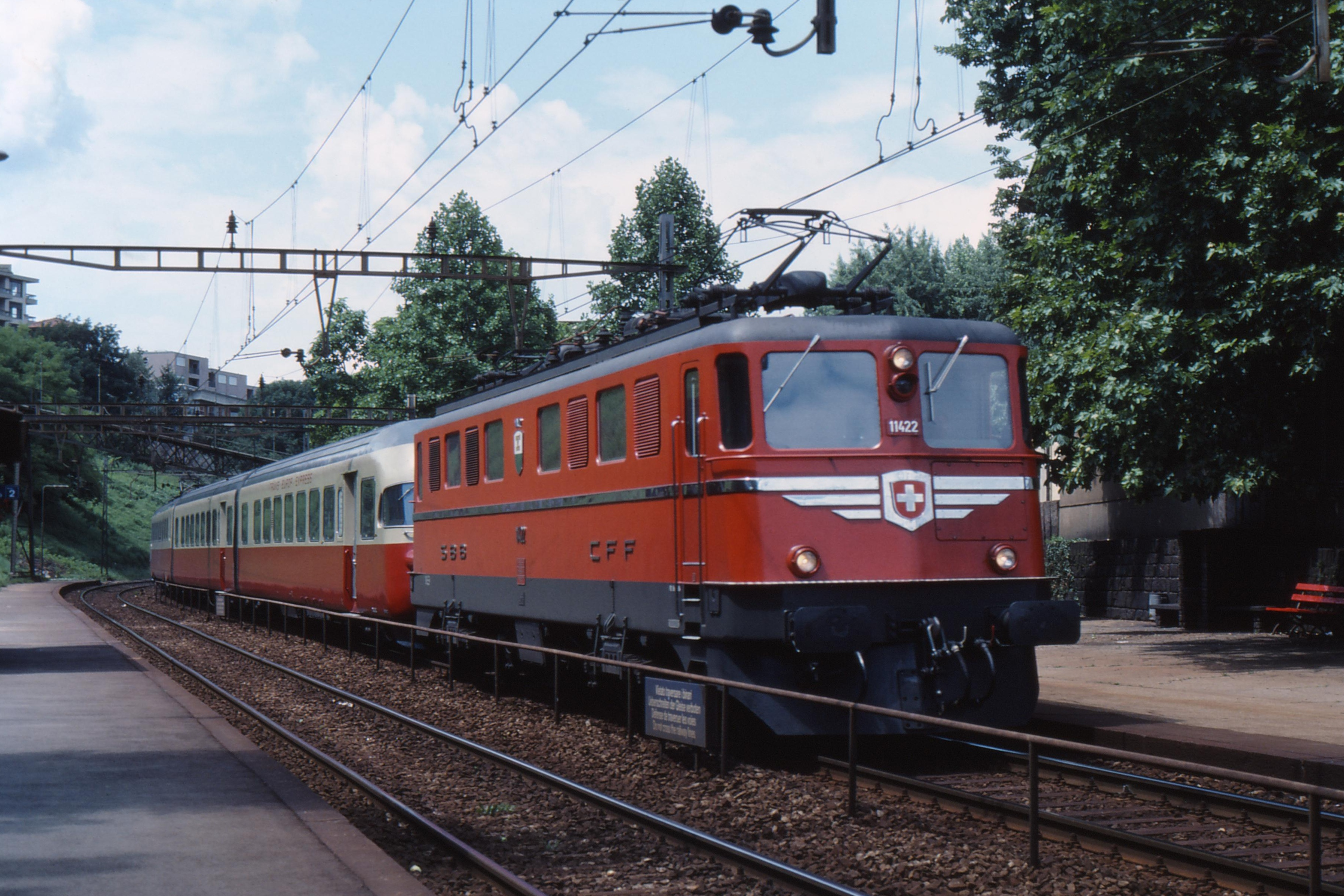
Un elettrotreno TEE RAe espletante il TEE "Gottardo", guasto, transita dalla stazione di Lugano Paradiso il 9 luglio 1986 trainato da una locomotiva FFS Ae 6/6

Nel caso di guasti avvenuti durante il servizio e che non avessero compromessa la circolabilità, le norme FS prevedevano la possibilità che i RAe 1050 venissero trainati da locomotive dei gruppi E.428 o E.646, agganciate tramite un'apposita maschera che, di norma, era conservata a bordo degli elettrotreni. Il convoglio così composto poteva circolare senza limitazioni di velocità. Era inoltre prevista, tra l'altro, la possibilità che, in caso di guasto di alcuni dei motori (fino a due), i RAe 1050 potessero continuare la corsa. Di tutte le avarie e delle conseguenti necessità veniva informato il deposito locomotive di Milano Centrale (Greco), la stazione di confine da cui il treno doveva transitare e i competenti organi centrali delle FS, in particolare il Servizio Movimento e il Servizio Materiale e Trazione. Per tali vie venivano poi informate ufficialmente anche le FFS.

### I TEE effettuati
I treni effettuati furono:
- il TEE Cisalpin Parigi-Milano e viceversa, dal 1961 al 1974 (dal 1974 fu effettuato con locomotive e carrozze);
- il TEE Ticino Zurigo-Milano e viceversa, dal 1961 al 1974 (dal 1974 fu effettuato con locomotive e carrozze);
- il TEE Edelweiss Bruxelles-Zurigo, dal 1974 al 1979;
- il TEE Iris Bruxelles-Zurigo, dal 1974 al 1981;
- il TEE Gottardo Zurigo-Milano, dal 1961 al 1988[47], con prolungamento fino a Genova nelle stagioni estive dal 1974 al 1979.

A partire dal 1979 il ruolo degli elettrotreni sulla rete TEE cominciò a ridursi, e dal 1982 essi vennero utilizzati solo per il Gottardo sulla relazione Zurigo-Milano. Poiché per servirla era sufficiente un solo complesso gli altri, dal 1981 al 1983, vennero utilizzati per servizi interni sulla rete svizzera (una relazione fra Basilea e l'aeroporto di Zurigo per conto della Swissair e corse singole chieste da agenzie di viaggi), con due carrozze di prima classe declassate a seconda e mantenendo comunque il servizio di ristorante.

### Dopo il TEE

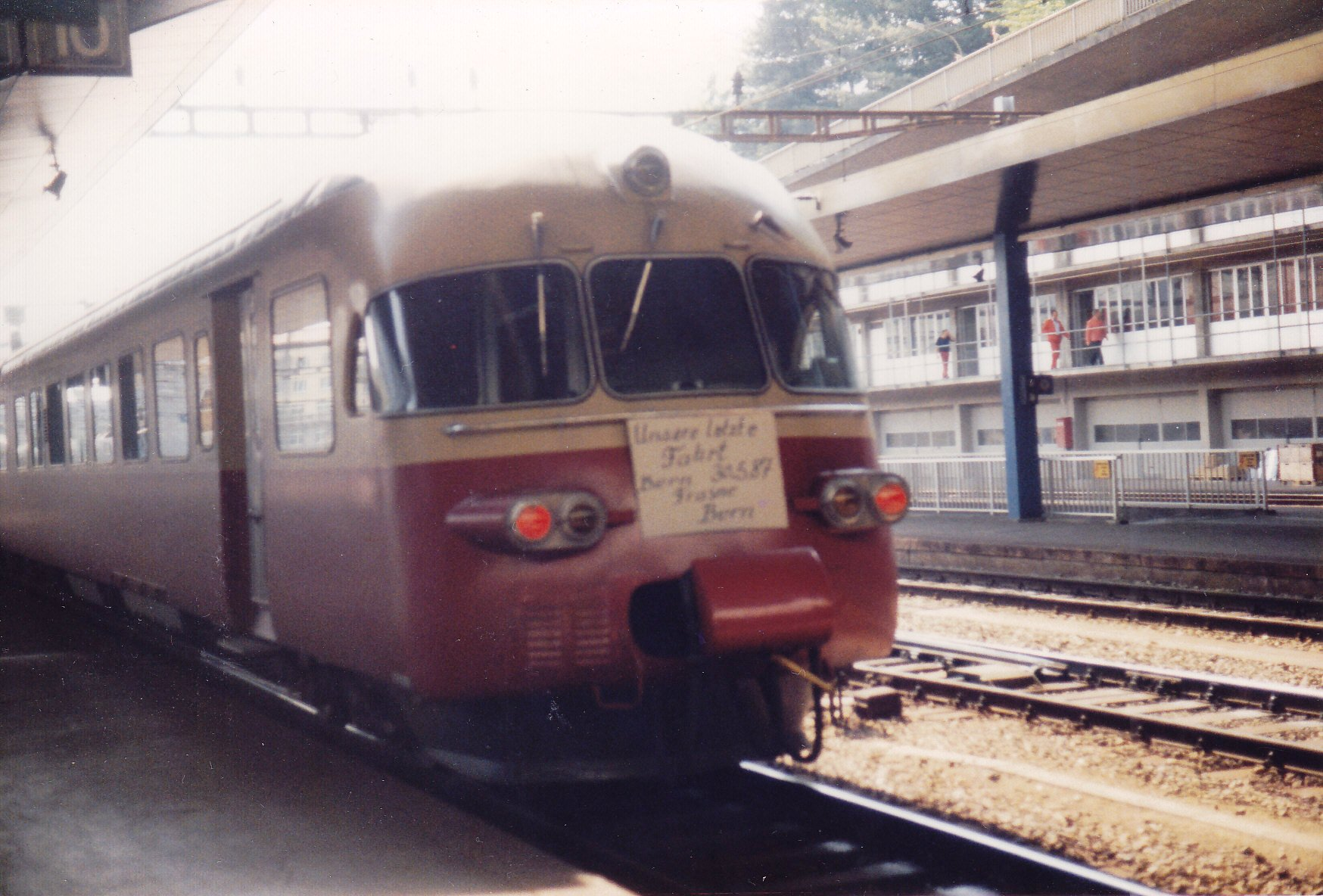
Un elettrotreno RAe 1050 in partenza da Berna il 30 maggio 1987 per il suo ultimo viaggio commerciale Berna-Frasne-Berna prima di essere sostituito da un TGV

Già dal 1983 le FFS avevano stabilito di trasformare gli ex TEE per adibirli a servizi interni e sulla rete Eurocity.
A metà del 1984 erano ancora in servizio gli elettrotreni RAe 1051, 1052, 1053. Il 1054 era fermo a causa di un incendio e il 1055, inservibile, era destinato a fornire pezzi di ricambio ai restanti. Questa situazione, che perdurò almeno fino al 1986, subì un'evoluzione negli anni successivi perché, a cavallo tra il 1988 e il 1989, tutti i cinque elettrotreni TEE RAe 1050 furono trasformati nella nuova versione EuroCity RABe 1050.
L'estensione dei servizi internazionali conseguente all'introduzione dei TGV policorrente, avendo permesso l'istituzione di una relazione Parigi-Losanna indusse le FFS a predisporre un collegamento Frasne-Berna per consentire la coincidenza con la nuova relazione. Esso terminò il 31 maggio 1987 in coincidenza coll'inizio di una relazione diretta, esercita dal TGV, tra Parigi e Berna.
Il TEE Gottardo Milano-Zurigo fu trasformato con l'orario invernale 1988-1989 in Eurocity con posti di prima e seconda classe. Il servizio continuò a essere affidato agli elettrotreni policorrente svizzeri, modificati nell'arredamento interno e ridipinti nella nuova livrea grigia, che assunsero la nuova classificazione RABe 1050, che indicava con l'aggiunta della lettera B la presenza della seconda classe.
Gli ultimi tre elettrotreni policorrente ex TEE RABe 1050 cessarono il servizio regolare il 27 novembre 1999.

## Manutenzione

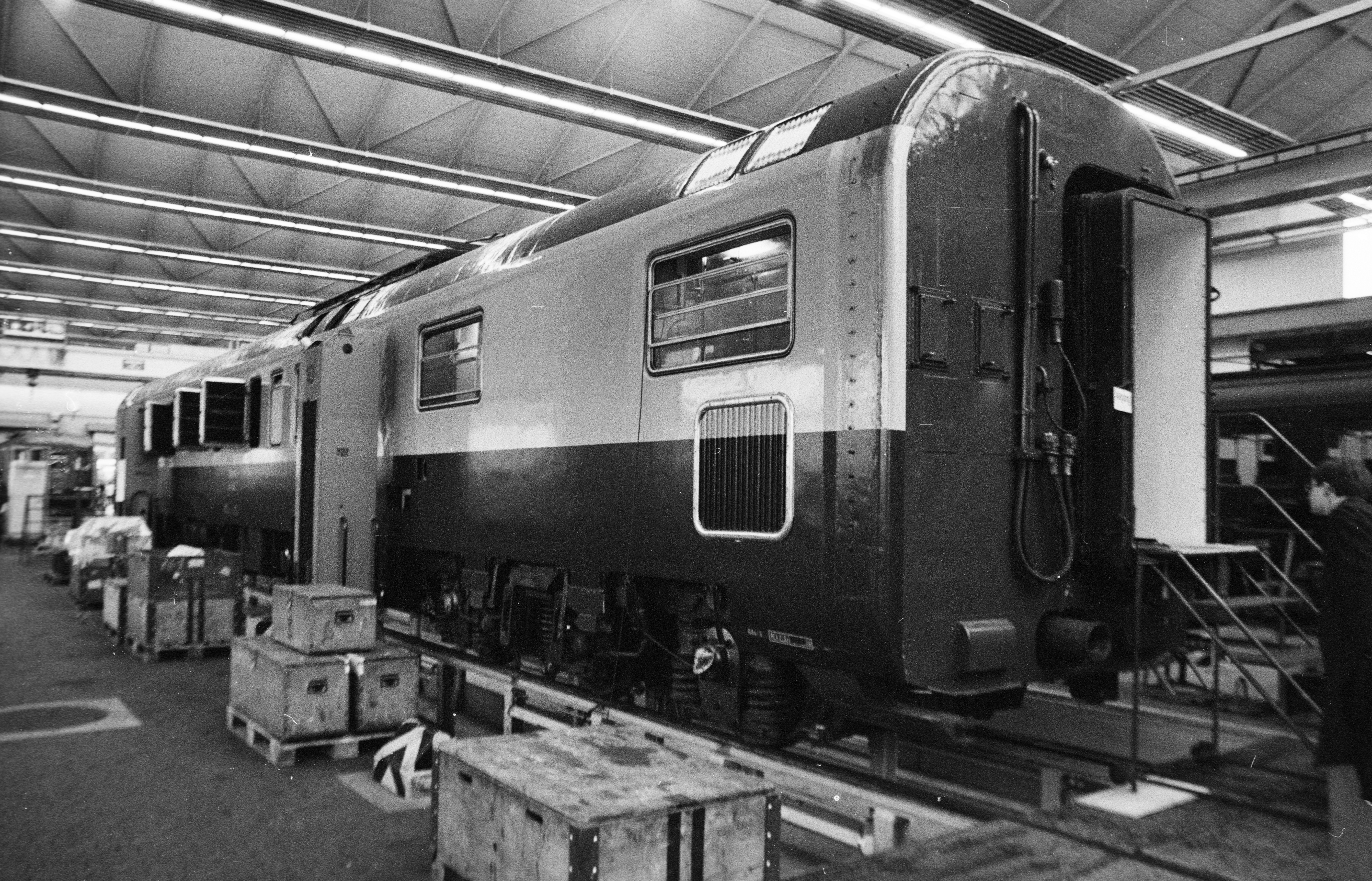
Una carrozza motrice durante la manutenzione nellHaupt-werkstätte (Officina principale) di Zurigo nel 1978

La manutenzione "di normale accudienza" (prima dell'inizio del turno, comprendente la pulizia ordinaria) veniva effettuata nei depositi dove i treni si fermavano per la notte, cioè Parigi e Milano (nel periodo di prolungamento del Gottardo a Basilea i treni rientravano comunque a Zurigo per la notte).
Dal 26 maggio 1974 per il Gottardo si passò transitoriamente da Milano a Genova. Alla sede manutentiva di Genova si aggiunsero Bruxelles per l'Iris e Zurigo (durante il pernottamento) per l'Edelweiss.
La manutenzione ordinaria, in officina, veniva eseguita a Zurigo dove il quarto treno, di riserva fuori turno, si fermava un giorno a rotazione (affiancato dal quinto dopo la sua immissione in servizio).
La manutenzione ciclica (grandi interventi con sostituzione o riporto allo stato di nuovo delle parti meccaniche ed elettriche) veniva effettuata dalla Haupt-werkstätte (Officina principale) delle FFS di Zurigo.
In Italia la condotta e la manutenzione furono affidate al personale e agli impianti del deposito locomotive di Milano Centrale.

## Conservazione museale

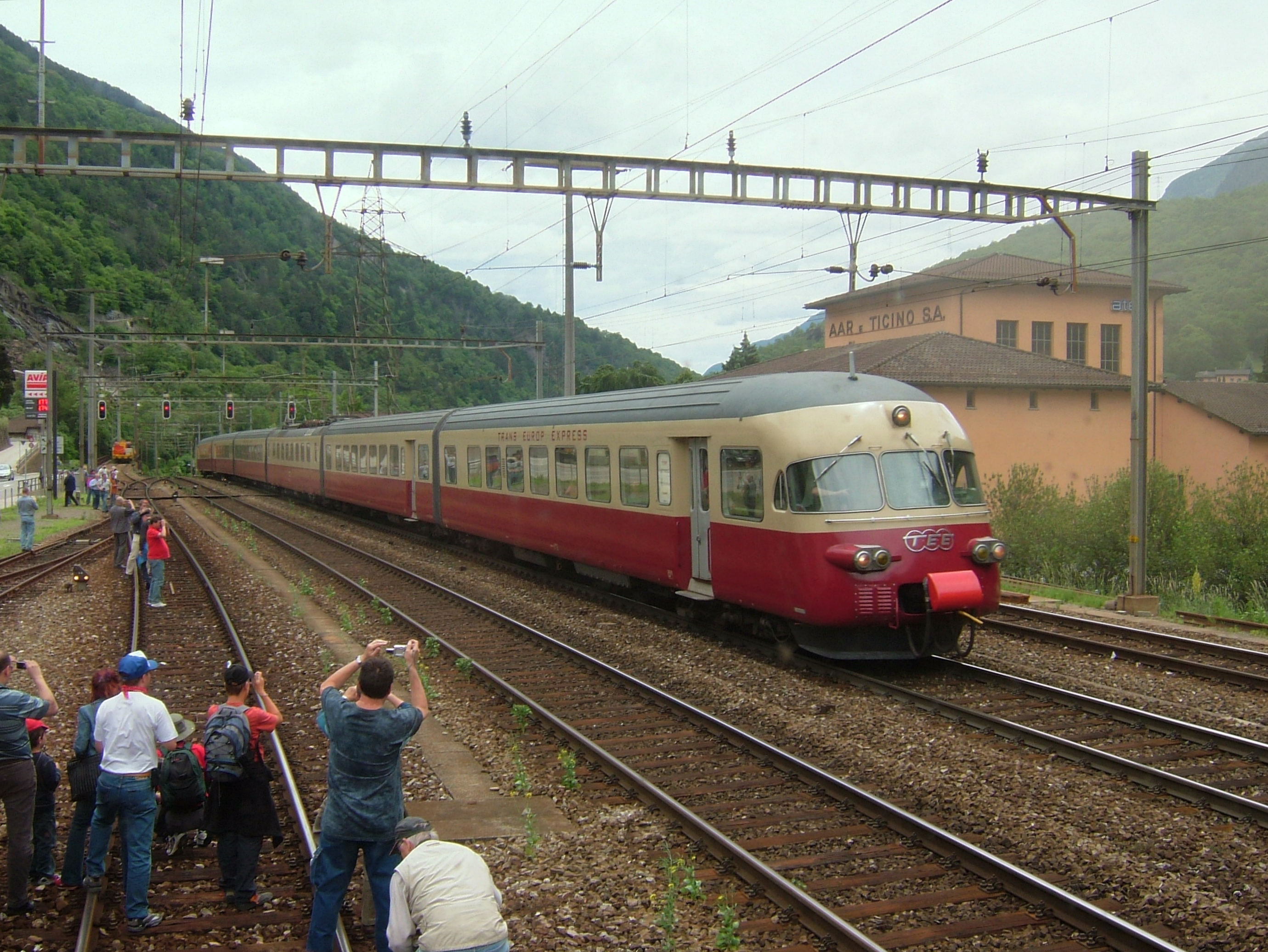
L'elettrotreno TEE RAe 1053 della Fondazione per il patrimonio storico delle FFS ripreso a Lavorgo nel 2007

Alla data della cessazione del servizio regolare (27 novembre 1999) le FFS avevano già in programma di riportare allo stato di origine uno dei complessi per effettuare treni storici.
Fu prescelto l'elettrotreno RAe 1053, che col concorso della società TEE-Classics venne riparato nell'officina BLS (Bern-Lötschberg-Simplon) di Bönigen da cui uscì nella prima metà del 2003 con la livrea originale rosso e crema, diventando così uno dei "fiori all'occhiello" della flotta dei treni storici FFS. Per il restauro furono utilizzati pezzi di ricambio ricavati dall'unità gemella RAe 1055, che venne successivamente demolita. Non venne però ripristinato l'arredamento originale, modificato al tempo della trasformazione in RABe 1050.
Il RAe 1053 è tuttora atto al servizio ed è assegnato alla Fondazione per il patrimonio storico delle FFS, che gestisce il parco museale delle FFS.
Tra il 2013 e il 2014 la società Stadler Rail, per conto della Fondazione per il patrimonio storico delle FFS, ha compiuto vari lavori di revisione del complesso conservato. Tra l'altro ha ripristinata l'alimentazione a 1,5 e 3 kV CC e 25 kV CA, in aggiunta a quella a 15 kV CA, unica mantenuta dopo la ritrasformazione da RABe a RAe.

## Soprannomi
I macchinisti e poi il personale d'officina del deposito locomotive di Milano soprannominarono gli elettrotreni RAe 1050 "Jolly" giacché, come la nota carta da gioco, essi erano estremamente versatili, generando l'idea dell'ubiquità.
Secondo altre fonti essi sarebbero stati soprannominati anche "anfibi".

## Riproduzioni fermodellistiche
Il RAe 1050 è stato oggetto di riproduzione da parte di cinque aziende specializzate: in scala HO da parte della Metropolitan nel 1976, della Lima nel 1986, della Märklin nel 2007 e della LS Models nel 2013; e in scala N da parte della Hobbytrain Kato nel 2010.

### Riferimenti
1. ↑  Mertens, Malaspina, TEE, p. 16.
2. ↑  Mascherpa, Un progetto, p. 16-17.
3. ↑  Mertens, Malaspina, TEE, pp. 44-45.
4. ↑  Mertens, Malaspina, TEE, pp. 48-51.
5. ↑  Machefert-Tassin, I diversi, n. 2, pp. 175-180.
6. 1 2 3 4 5 6  Guignard, von Meyenburg, Die elektrischen, p. 205.
7. ↑  Mertens, Malaspina, TEE, pp. 16-17.
8. ↑  Cirillo, La rete, p. 392.
9. ↑  Gli elettrotreni, pp. 16-17.
10. 1 2 3 4 5 6 7  Pautasso, RAe 1050 TEE, p. 20.
11. 1 2  Gli elettrotreni, p. 17.
12. ↑  Erminio Mascherpa, ALe 601 tricorrenti per treni internazionali, in I treni oggi, 8 (1987), n. 77, p. 21.
13. 1 2  Mascherpa, Un progetto, p. 16.
14. ↑  Machefert-Tassin, I diversi, n. 2, pp. 175-178.
15. 1 2  Machefert-Tassin, I diversi, n. 3, p. 294.
16. 1 2 3 4 5  Pautasso, RAe 1050 FFS, p. 19.
17. ↑  Machefert-Tassin, I diversi, n. 2, p. 180.
18. 1 2 3 4 5 6  Gli elettrotreni, p. 18.
19. 1 2  Guignard, von Meyenburg, Die elektrischen, p. 208.
20. 1 2 3 4  Guignard, von Meyenburg, Die elektrischen, p. 206.
21. 1 2 3 4 5 6 7  Machefert-Tassin, I diversi, n. 3, pp. 299.
22. ↑  Guignard, von Meyenburg, Die elektrischen, pp. 206-207.
23. ↑  Mertens, Malaspina, TEE, pp. 60-61.
24. ↑  Mertens, Malaspina, TEE, p. 60.
25. 1 2 3 4 5 6 7  Machefert-Tassin, I diversi, n. 3, p. 296.
26. 1 2  Guignard, von Meyenburg, Die elektrischen, pp. 208-213.
27. ↑  Guignard, von Meyenburg, Die elektrischen, pp. 213-214.
28. 1 2 3  Mertens, Malaspina, TEE, p. 62.
29. 1 2  Guignard, von Meyenburg, Die elektrischen, p. 216.
30. 1 2  Machefert-Tassin, I diversi, n. 3, pp. 297 e 299.
31. 1 2 3 4 5 6 7 8 9 10  Machefert-Tassin, I diversi, n. 3, p. 297.
32. ↑  Guignard, von Meyenburg, Die elektrischen, pp. 215-216.
33. ↑  Gli elettrotreni, pp. 18-19.
34. ↑  Sergio Pautasso, FS-Italia. Elettromotrici ALe 840 e rimorchi, Torino, Edizioni Elledi, 1983, ISBN 88-7649-017-5, pp. 59-60.
35. 1 2  Guignard, von Meyenburg, Die elektrischen, p. 216-217.
36. ↑  Guignard, von Meyenburg, Die elektrischen, p. 218.
37. ↑  Guignard, von Meyenburg, Die elektrischen, pp. 218-219.
38. 1 2  Machefert-Tassin, I diversi, n. 3, p. 298.
39. ↑  Guignard, von Meyenburg, Die elektrischen, pp. 217-218.
40. ↑  Machefert-Tassin, I diversi, n. 3, pp. 297-298.
41. 1 2  Guignard, von Meyenburg, Die elektrischen, pp. 220-221.
42. ↑  Pautasso, RAe 1050 TEE, pp. 20-21.
43. 1 2 3  Pautasso, RAe 1050 TEE, p. 24.
44. ↑  Nascimbene, Se, pp. 63-65.
45. 1 2  Gli elettrotreni, pp. 19-20.
46. ↑  Pautasso, RAe 1050 TEE, pp. 21-24.
47. ↑  Ultimo TEE in servizio internazionale.
48. 1 2 3 4 5 6 7  Mertens, Malaspina, TEE, pp. 64.
49. ↑  Taccuino. Problemi per i RAe 1050, in Voies ferrées edizione italiana, 3, (1984), n. 17, p. 89.
50. ↑  Mertens, Malaspina, TEE, pp. 64-65.
51. 1 2  News TEE. "Gottardo": dal TEE all'Eurocity, in Tutto treno, 1 (1988), n. 6, pp. 6-7.
52. ↑  Notizie flash in I treni oggi, 9 (1988), n. 87, p. 10.
53. ↑  Politensioni verso la fine, Notizie flash in I treni, 20 (1999), n. 208, p. 8.
54. ↑  Mertens, Malaspina, TEE, pp. 356-357
55. ↑  Mertens, Malaspina, TEE, pp. 152-155
56. ↑  Der Schweizerische Trans-Europ-Express, in In.Ku (august 1999), n. 28, p. 3,  Archiviato il 27 maggio 2013 in Internet Archive..
57. ↑  Tanel, Il nodo, pp. 22-25.
58. ↑  Nascimbene, 60 anni, pp. 52-67.
59. ↑  Notizie flash. Politensioni verso la fine, in I treni, 20 (1999), n. 208, p. 8.
60. ↑  Notizie flash. Ritorno in rosso e crema, in I treni, 24 (2003), n. 250, p. 9.
61. ↑  Notizie flash. TEE per turisti, in I treni, 24 (2003), n. 253, p. 10.
62. ↑  Tutto treno blog, 27 marzo 2014: Il TEE RAe 1053 torna policorrente .
63. ↑  Walter Bonmartini, Proprio un "jolly". Lettera, in I treni oggi, 7 (1986), n. 66, p. 11.
64. ↑  Gli elettrotreni, p. 18.
65. ↑  TEE svizzero di Lima, in I treni oggi, 7 (1986), n. 63, pp. 40-44.
66. ↑  Marklin-Users.net.
67. ↑  Mondo modellistico. Il TEE più famoso, in I treni, 34 (2013), n. 362, p. 63.
68. ↑  Primo contatto. LS Models H0. RAe TEE SBB-CFF, in Tutto treno, 26 (2013), n. 277, pp. 52-54.
69. ↑  AmiciScalaN.

### Fonti a stampa
- (DE) Robert Guignard, Klaus von Meyenburg, Die elektrischen Trans-Europ-Express-Züge der SBB, in Schweizerische Bauzeitung, vol. 80, n. 13, 1962,  pp. 205-224. URL consultato il 16 aprile 2014 (archiviato dall'url originale il 16 aprile 2014).
- Yves Machefert-Tassin, I diversi tipi di locomotive e di treni automotori policorrente (trad. di un articolo pubblicato in "Le Génie Civil", 15 giugno, 1º luglio e 15 luglio 1962), traduzione di Manlio Perilli, in Ingegneria Ferroviaria, vol. 18, nn. 2, 3, 4, 1962,  pp. 175-185, 291-299, 397-409.
- Mario Cirillo, La rete dei treni "TEE" dopo 20 anni di esistenza ed il contributo essenziale delle ferrovie italiane alla sua creazione ed al suo continuo perfezionamento, in Ingegneria Ferroviaria, vol. 31, n. 4, 1978,  pp. 390-397.

### Storiografia e complementi
- Gli elettrotreni svizzeri TEE, in I treni oggi, vol. 7, n. 63, settembre 1986,  pp. 16-20.
- Lorena Tanel, Il nodo milanese e la decisione di una nuova "Centrale", in Tutto treno, vol. 6, n. 56, 1993,  pp. 22-25.
- Angelo Nascimbene, 60 anni di treni, in Tutto treno, vol. 6, n. 56, 1993,  pp. 52-67.
- Vittorio Mario Cortese, Nasce l'E.412 potentissima, in I treni, vol. 18, n. 182, 1997, 14-25. (pag. 18)
- Erminio Mascherpa, Un progetto di trent'anni fa, in I treni, vol. 18, n. 182, 1997,  pp. 16-17.
- Sergio Pautasso, RAe 1050 FFS. Il TEE policorrente, in Tutto treno, vol. 20, n. 208, 2007,  pp. 18-24.
- Angelo Nascimbene, Se l'ETR 300 chiedeva riserva, in Tutto treno & storia, n. 18, 2007,  pp. 60-65.
- Maurice Mertens, Jean-Pierre Malaspina, TEE. La leggenda dei Trans-Europ-Express, Salò, Editrice Trasporti su Rotaie, 2008, ISBN 978-88-85068-31-5. pp. 60–65.